# Число схрещень

Рисунок графа Хівуда з трьома перетинами. Це мінімальне число схрещень поміж усіх можливих малюнків цього графа, так що число перетинів графа дорівнює cr(G) = 3.

В теорії графів число схрещень cr(G) графа G — це найменше число перетинів ребер плоского зображення графа G. Наприклад, граф є планарним тоді і тільки тоді, коли число його схрещень дорівнює нулю.
Математичною відправною точкою вивчення числа схрещень стала задача Турана про цегельну фабрику, поставлена Палом Тураном. У цій задачі потрібно знайти число схрещень повного двочасткового графа Km,n. Однак та ж сама задача поставлена в соціології приблизно в той же самий час у зв'язку з побудовою соціограм. Задача дуже важлива для візуалізації графів.
Якщо не вказано інше, число схрещень відноситься до зображень графів, у яких ребра зображаються довільними кривими. Число прямолінійних схрещень вказує, що всі ребра є відрізками прямих і може відрізнятися від числа схрещень. Зокрема, число прямолінійних схрещень повного графа дорівнює мінімальному числу опуклих чотирикутників, визначених множиною n точок загального положення, що тісно пов'язано з задачею зі щасливим кінцем.

## Історія
Під час Другої світової війни угорський математик Пал Туран був змушений працювати на цегляній фабриці, штовхаючи візок, навантажену цеглою, від випалювальних печей у склади (на фабриці були колії від кожної печі до кожного складу) Саме те, що візок важче штовхати в місцях перетину колій і привело Турана до постановки задачі цегляної фабрики: «Яке мінімальне число перетинів малюнка повного графа?».
Заранкевич намагався вирішити завдання Турана. Його доказ містив помилку, але він встановив правильну верхню межу:
{\displaystyle {\textrm {cr}}(K_{m,n})\leq \left\lfloor {\frac {n}{2}}\right\rfloor \left\lfloor {\frac {n-1}{2}}\right\rfloor \left\lfloor {\frac {m}{2}}\right\rfloor \left\lfloor {\frac {m-1}{2}}\right\rfloor }
для числа схрещень повного двочасткового графа Km,n. Існує гіпотеза, відома як гіпотеза Заранкевича, що ця нерівність насправді є рівністю. Нижня межа відкрита лише через одинадцять років після публікації, майже одночасно з Герхардом Рингелем (Gerhard Ringel) та Полом Кайненом (Paul Chester Kainen).
Задача визначення кількості схрещень повного графа поставлена вперше Ентоні Хіллом і з'явилася друком у 1960. Хілл і його співавтор Джон Ернест (John_Ernest) були двома художниками-конструктивістами, зачарованими математикою, і вони не тільки сформулювали завдання, але й висловили для таких графів гіпотезу про верхню межу числа перетинів, яку Річард К. Гай опублікував у 1960 році. А саме, що ця межа дорівнює:
{\displaystyle {\textrm {cr}}(K_{p})\leq {\tfrac {1}{4}}\left\lfloor {\tfrac {p}{2}}\right\rfloor \left\lfloor {\tfrac {p-1}{2}}\right\rfloor \left\lfloor {\tfrac {p-2}{2}}\right\rfloor \left\lfloor {\tfrac {p-3}{2}}\right\rfloor ,}
що дає значення 1, 3, 9, 18, 36, 60, 100, 150 для p = 5, …, 12 (послідовність A000241 з Онлайн енциклопедії послідовностей цілих чисел, OEIS). Незалежне формулювання гіпотези дав Томас Сааті в 1964 році. Томас Сааті пізніше з'ясував, що верхня межа досягається для p ≤ 10, а Пен і Ріхтер (Pan, Richter) показали, що вона досягається і для p = 11, 12.
Якщо дозволені тільки прямолінійні дуги, потрібна більша кількість схрещень. Число прямолінійних перетинів для графів K5 — K12 одно — 1, 3, 9, 19, 36, 62, 102, 153 (послідовність A014540 з Онлайн енциклопедії послідовностей цілих чисел, OEIS). Значення для графів відомі аж до K27 . Для K28 потрібно або 7233, або 7234 перетинів. Подальші значення збираються в проєкті «Число прямолінійних схрещень». Цікаво, що невідомо, чи є звичайне і прямолінійне число схрещень тим же самим для повних двочасткових графів. Якщо гіпотеза Заранкевича вірна, то формула для числа схрещень повного графа асимптотично вірна, тобто,
{\displaystyle \lim _{p\to \infty }{\textrm {cr}}(K_{p}){\tfrac {64}{p^{4}}}=1.}
До квітня 2015 число схрещень було відоме для зовсім невеликого числа родин графів. Зокрема, за виключенням кількох початкових випадків, число схрещень повних графів та повних двочасткових графів, і добуток циклів залишаються невідомими. Був певний успіх для нижньої межі, згідно з повідомленням де Клерка, Махарри, Пасічника і Ріхтера (de Klerk, Maharry, Pasechnik, Richter). Великий огляд різних варіантів наведено Боярином (Schaefer) .
Гіпотеза Альбертсона, сформульована Міхаелем Альбертсоном (Michael O. Albertson) в 2007 році, стверджує, що серед всіх графів з хроматичним числом n, повний граф Kn має мінімальне число схрещень. Тобто, якщо гіпотеза Гая — Сааті про число перетинів повного графа вірна, будь-який n-хроматичний граф має число перетинів як мінімум рівне з формулою в гіпотезі. Відомо, що це виконується для n ≤ 16.

## Складність
У загальному випадку визначення числа схрещень графа є складним завданням. Гарей і Джонсон (Michael Garey, David S. Johnson) в 1983 році показали, що ця задача є NP-складною. Фактично, завдання залишається NP-складим навіть при звуженні її на кубічні графи і майже планарні графи (графи, які стають планарними після видалення одного ребра). Зокрема, визначення числа прямолінійних перетинів є повною для екзистенційної теорії дійсних чисел.
Однак існують ефективні алгоритми визначення, що число схрещень не перевищує фіксованої константи k. Іншими словами, задача є вирішуваною з фіксованим параметром. Вона залишається складною для великих k, таких як |V|/2. Існують також ефективні апроксимаційні алгоритми для оцінки cr(G) на графах з обмеженим ступенем. На практиці використовуються евристистичні алгоритми, такі як простий алгоритм, починаючи з графа без ребер і поступово додаючи ребра так, щоб отримати мінімальне можливе додаткове число перетинів. Цей алгоритм використовується в програмі проекту розподілених обчислень «Число прямолінійних перетинів».

## Число перетинів кубічних графів
Найменші кубічні графи з числом перетинів 1-8 відомі (послідовність A110507 з Онлайн енциклопедії послідовностей цілих чисел, OEIS).
Найменші кубічні графи з числом перетинів
1 — Повний дводольний граф K3,3 із 6 вершинами.
2 — граф Петерсена з 10 вершинами.
3 — граф Хивуда з 14 вершинами.
4 — граф Мебіуса — Кантора з 16 вершинами.
5 — граф Паппа з 18 вершинами.
6 — Граф Дезарга c 20 вершинами.
7 — Немає (22 вершин).
8 — граф Науру і граф МакҐі (або (3,7)-клітина) з 24 вершинами.
У 2009 році Икзу (Exoo) припустив, що найменшим кубічним графом з числом перетинів 11 є граф Коксетера, з числом перетинів 13 — граф Татта — Коксетера, з числом перетинів 170 — 12-клітка Татта.

## Нерівність числа схрещень
Дуже корисну «нерівність числа схрещень» виявили незалежно Айтай, Вацлав Хватал, Ньюборн (Newborn) і Семереді і Лейтон:
Для неорієнтованих простих графів G з n вершинами та e ребрами, таких що e > 7n маємо:
{\displaystyle \operatorname {cr} (G)\geq {\frac {e^{3}}{29n^{2}}}.}
Константа 29 є найбільш відомою. Відповідно до Акермана константу 7 можна знизити до 4, але це буде коштувати заміною константи 29 на 64.
Причиною інтересу Лейтона до вивчення числа перетинів було застосування до розробки НВІС мікросхем у теоретичній інформатиці. Пізніше Секей також зрозумів, що це нерівність дає дуже прості докази деяких важливих теорем геометрії інцидентності, таких як Теорема Бека і теорема Семереді — Троттера, а Тамал Дей (Tamal Dey) використовував нерівність для доведення верхньої межі геометричних k-множин.
Для графів з великим обхватом 2r, e ≥ 4n, Пах, Спенсер і Той показали поліпшення цієї нерівності.
{\displaystyle \operatorname {cr} (G)\geq c_{r}{\frac {e^{r+2}}{n^{r+1}}}.}

### Доведення нерівності для числа схрещень
Спочатку дамо попередню оцінку: для будь-якого графа G з n вершинами та e ребрами маємо:
{\displaystyle \operatorname {cr} (G)\geq e-3n.}
Для доказу уявімо малюнок графа G з cr(G) схрещеннями. Кожний такий перетин можна видалити разом з видаленням ребра з G схрещеннями. Таким чином ми можемо знайти граф щонайменше з e − cr(G) ребрами і n вершинами з нульовим числом перетинів, а отже, це буде планарний граф. Але з формули Ейлера, ми повинні мати e − cr(G) ≤ 3n, звідки отримуємо необхідну нерівність. (Фактично, ми маємо e − cr(G) ≤ 3n − 6 n ≥ 3).
Для отримання нерівності числа перетинів ми застосовуємо вірогідну аргументацію. Нехай 0 < p < 1 — імовірний параметр, який буде обраний пізніше. Побудуємо випадковий підграф H графа G шляхом розташування кожної вершини G в H незалежно з імовірністю p і кожне ребро G буде перебувати в H тоді і тільки тоді, коли обидві вершини ребра лежать в H. Нехай eH, nH і crH позначають число ребер, вершин і перетинів графа H відповідно. Оскільки H є підграфом графа G, його діаграма міститься в діаграмі G. За попередньою нерівністю числа перетинів маємо:
{\displaystyle \operatorname {cr} _{H}\geq e_{H}-3n_{H}.}
Обчислюючи математичні сподівання, отримаємо:
{\displaystyle \mathbf {E} [\operatorname {cr} _{H}]\geq \mathbf {E} [e_{H}]-3\mathbf {E} [n_{H}].}
Оскільки кожна з n вершин G має ймовірність p потрапити в H, отримаємо E[nH] = pn. Таким же чином, кожне ребро G має ймовірність p2 залишитися в H, оскільки обидва кінці повинні знаходитися в H. Таким чином, E[eH] = p2e. Нарешті, кожен перетин на діаграмі G має ймовірність p4 залишитися в H, оскільки кожний перетин залучає чотири вершини. Щоб це зрозуміти, наведемо діаграму G cr(G) перетинами. Можемо припустити, що будь-які два ребра на цій схемі із загальною вершиною не перетинаються, в іншому випадку обмінюємо частини ребер до перетину і число перетинів зменшується на одне. Таким чином, можна вважати, що перетин залучає чотири різні вершини графа G. Внаслідок цього, E[crH] = p4cr(G) і ми отримуємо:
{\displaystyle p^{4}\operatorname {cr} (G)\geq p^{2}e-3pn.}
Тепер, якщо ми покладемо p = 4n/e < 1 (оскільки ми припустили, що e > 4n), після деяких алгебраїчних викладок, отримаємо:
{\displaystyle \operatorname {cr} (G)\geq {\frac {e^{3}}{64n^{2}}}.}
Невелика зміна наведеної аргументації дозволяє замінити 64 33.75 e> 7.5n.